# HMS Blidö (M68)
HMS Blidö var en minsvepare i svenska flottan av Arkö-klass. Sjösatt 1963. Fartyget var det sista av Arkö-klassen. På kvällen den 15 november 1977 rände hon i full fart upp på skären väster om Långholmgrundens fyr i Kanholmsfjärden. Endast en tredjedel av fartyget låg kvar i vattnet. Fartyget bärgades, reparerades och var åter i tjänst ett par år senare. Utrangeras och såldes 1996 till ny ägare på Filippinerna.

## Galleri

HMS Blidö på grund nov 1977
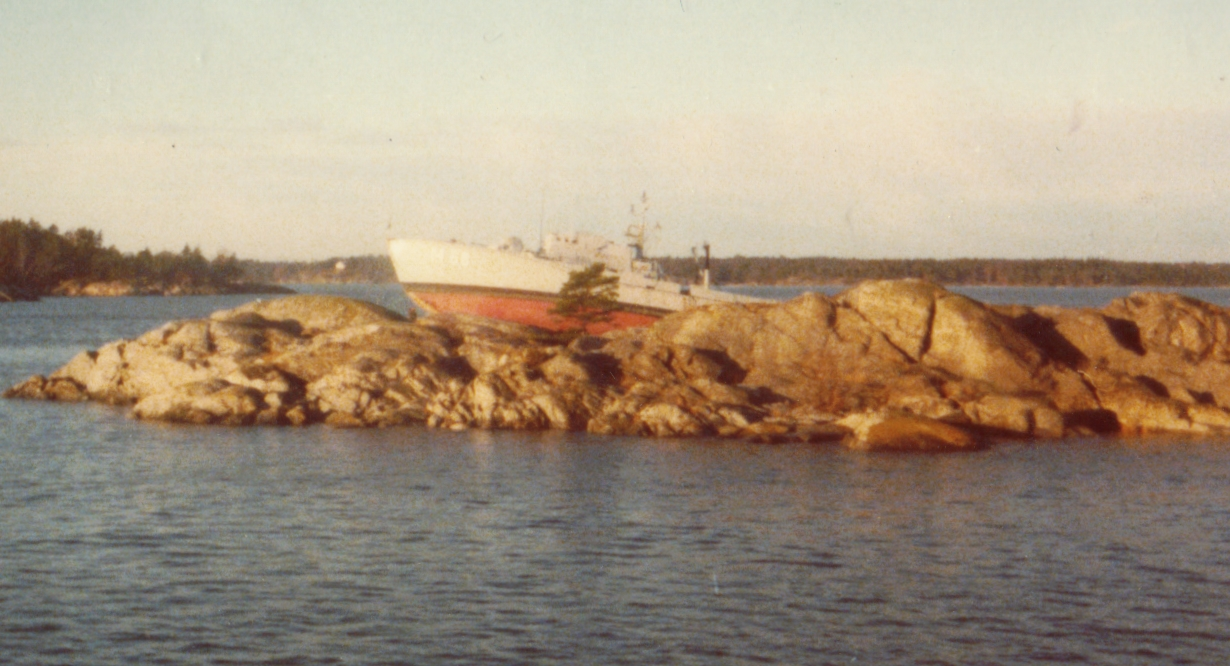
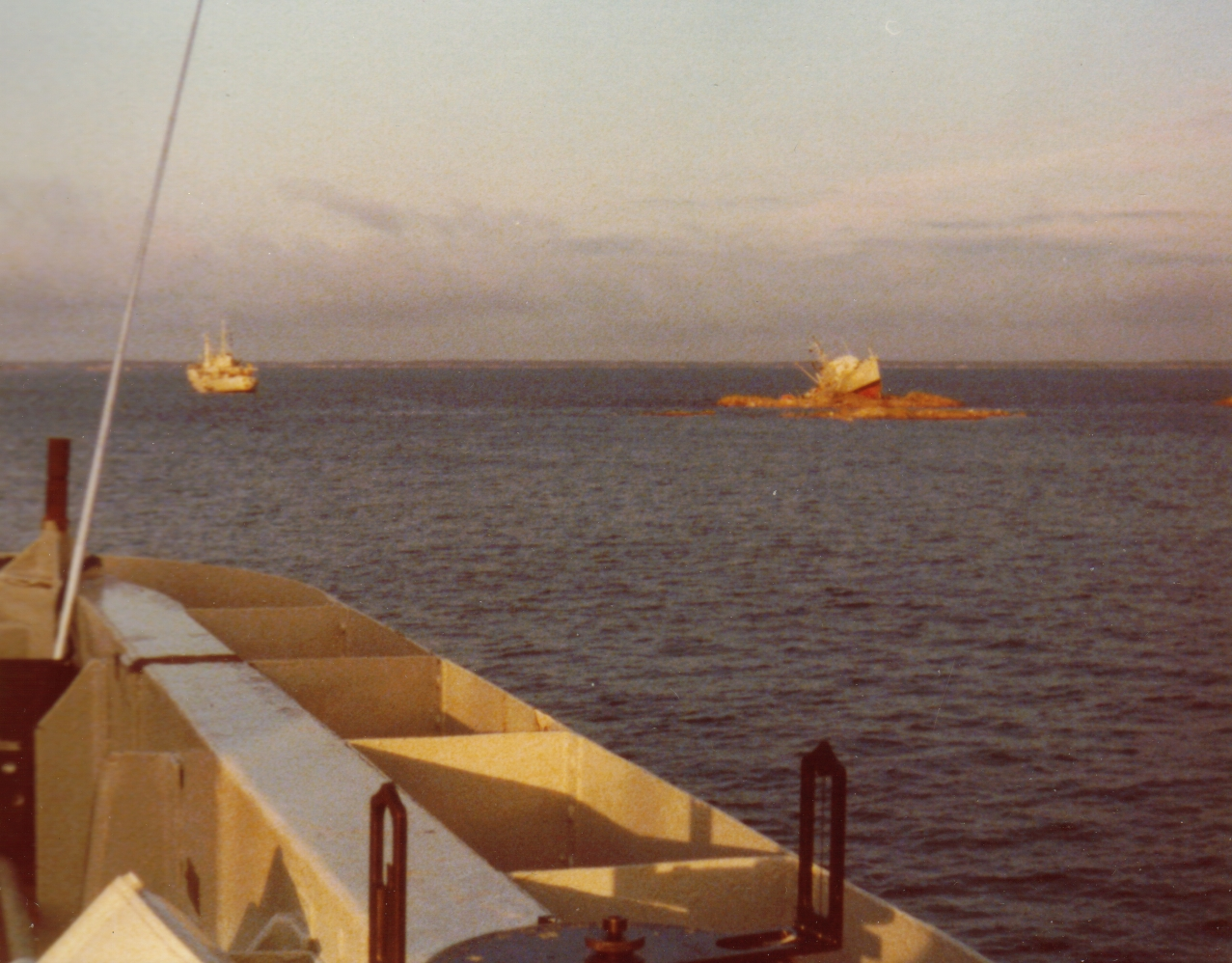
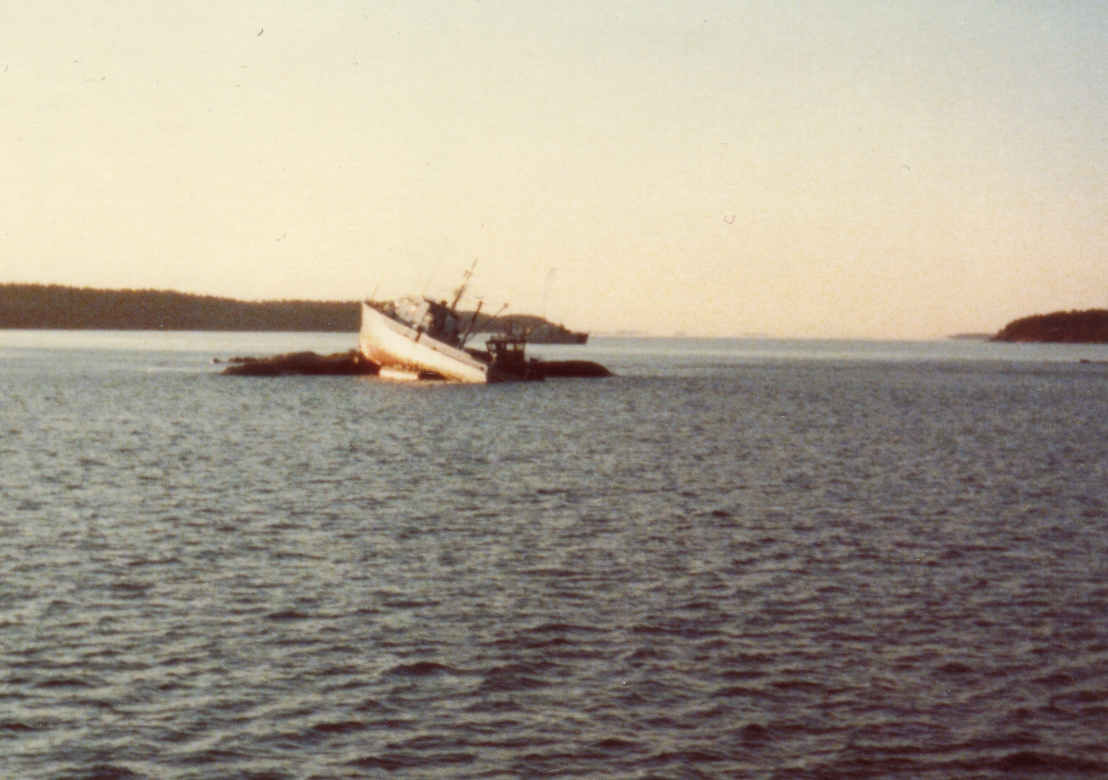